# Hrabstwo Marshall (Iowa)

Piramida wieku hrabstwa

Hrabstwo Marshall – hrabstwo położone w USA w stanie Iowa z siedzibą w mieście Marshalltown.

## Miasta i miejscowości
| - Albion - Clemons - Ferguson - Gilman | - Haverhill - Laurel - Le Grand | - Liscomb - Marshalltown - Melbourne | - Rhodes - St. Anthony - State Center |

## Drogi główne
- U.S. Highway 30
- Iowa Highway 14
- Iowa Highway 96
- Iowa Highway 146
- Iowa Highway 330

## Sąsiednie hrabstwa
- Hrabstwo Hardin
- Hrabstwo Grundy
- Hrabstwo Tama
- Hrabstwo Jasper
- Hrabstwo Story